# Funke Osibodu
Olufunke Iyabo Osibodu hoặc Funke Osibodu là một nhân viên ngân hàng người Nigeria đã lãnh đạo Ecobank Nigeria và Ngân hàng Liên minh Nigeria.

## Đời sống
Funke Osibodu sinh vào tháng 1 năm 1959. Cô theo học trường đại học Ife và trường kinh doanh Harvard.
Cô là CEO và sau đó là giám đốc của công ty cổ phần Ecobank Nigeria cho đến khi cô rời đi vào năm 2006. Chồng cô Victor Gbolade Osibodu là một doanh nhân người Nigeria.
Cô đã chú ý khi có một sự rung chuyển trong ngành ngân hàng Nigeria khi năm CEO của ngân hàng bị cách chức vào ngày 13 tháng 8 năm 2009, và năm sự thay thế đã được Ngân hàng Trung ương Nigeria đặt tên. Cô được chọn để lãnh đạo Ngân hàng Liên minh Nigeria thay thế Bartholomew Bassey Ebong. Những người khác được thay thế cùng ngày bao gồm CEO của FinBank, người được thay thế bởi Suzanne Iroche. Ebong đã bị sa thải vì đã cho vay các khoản vay trị giá hàng tỷ đô la miễn phí cho các nhà đầu cơ trong đó có Peter Ololo.
Osibodu được khen ngợi vì sự minh bạch và kỷ luật mà cô đã giới thiệu tại Ngân hàng Liên minh Nigeria. Cô được xếp ở vị trí 47 trong danh sách những nữ doanh nhân quyền lực nhất thế giới vào năm 2011  Financial  Cô là người phụ nữ châu Phi duy nhất lọt vào danh sách này. Cô đã từ vị trí giám đốc điều hành của Ngân hàng Union vào cuối năm 2012. Sau khi rời ngân hàng, cô gia nhập ngành điện với tư cách là Giám đốc điều hành của Công ty Phân phối Điện Bénin tại Thành phố Bénin ở Nigeria  nơi chồng cô, Victor, là Chủ tịch.